# Vernate
Vernate là một đô thị ở tỉnh Milano, vùng Lombardia của Italia, khoảng 20 km về phía tây nam của Milano. Tại thời điểm ngày 31 tháng 12 năm 2004, đô thị này có dân số 2.594 người và diện tích là 14,6 km².
Đô thị Vernate gồm các frazione (subdivision) Pasturago.
Vernate giáp các đô thị: Noviglio, Noviglio, Rosate, Rosate, Binasco, Calvignasco, Casarile, Casorate Primo, Rognano, Trovo.